# North Side
North Side – miejscowość na Kajmanach; na wyspie Wielki Kajman; 1437 mieszkańców (2010).